# Sidney Edgerton

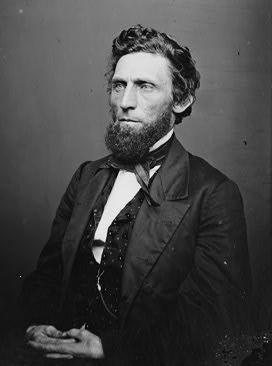
Sidney Edgerton (zwischen 1860 und 1865)

Sidney Edgerton (* 17. August 1818 in Cazenovia, Madison County, New York; † 19. Juli 1900 in Akron, Ohio) war ein US-amerikanischer Politiker und von 1864 bis 1865 der erste Gouverneur des Montana-Territoriums.

## Frühe Jahre
Sidney Edgerton besuchte die örtlichen Schulen seiner Heimat und dann die Lima Academy, an der er später einige Zeit als Lehrer unterrichtete. Im Jahr 1844 zog er nach Ohio, wo er in Tallmadge an einer Schule unterrichtete. Danach studierte er an der Cincinnati Law School Jura. Nach seinem erfolgreichen Examen und seiner Zulassung als Rechtsanwalt praktizierte er in Akron.

## Politische Laufbahn
1848 war er Delegierter auf dem Gründungsparteitag der kurzlebigen Free Soil Party. Später trat er der 1854 gegründeten Republikanischen Partei bei. Zwischen 1852 und 1856 war Edgerton Staatsanwalt im Summit County. Im Jahr 1856 war er Delegierter zur ersten Republican National Convention in Philadelphia, auf der John C. Frémont als Präsidentschaftskandidat nominiert wurde. Zwischen 1859 und 1863 saß Edgerton als Abgeordneter im US-Repräsentantenhaus. Dort erlebte er den Ausbruch des Bürgerkrieges. An diesem Krieg nahm er zeitweise als Oberst der Unionsarmee teil.
Im Jahr 1863 wurde er zum Bundesrichter im Idaho-Territorium ernannt. Damals wurde er zu einem der Fürsprecher für die Gründung eines eigenen Montana-Territoriums. Bereits ein Jahr später erfolgte seine Ernennung zum ersten Territorialgouverneur für dieses Gebiet. Edgerton übte dieses Amt in der damaligen Hauptstadt Bannack für nur ein Jahr aus.
Nach dem Ende seiner kurzen Amtszeit in Montana kehrte Edgerton nach Akron zurück, wo er wieder als Anwalt arbeitete. Dort ist er am 19. Juli 1900 gestorben. Seit 1848 war er mit Mary Wright verheiratet, mit der er neun Kinder hatte. Seine Frau starb bereits 1885.